# ライディング
ライディング（独: Raiding、クロアチア語: Rajnof, Rajnov）は、オーストリア共和国ブルゲンラント州北部、オーバープレンドルフ郡の都市。
マジャル語（ハンガリー語）ではドボルヤーン（洪: Doborján）と呼ばれる。

## 歴史
ハンガリー王国領時代にはショプロン県フェルシェープヤ郡（Felsőpulyai járás, Bezirk Oberpullendorf）に属した。
1425年にドボルニャ（Dobornya）として初めて文献に見える。音楽家のフランツ・リスト（リスト・フェレンツ）は1811年にこの地で生まれた。
1919年のサン・ジェルマン条約と1920年のトリアノン条約における取り決めにより、ドイツ人西ハンガリー（Deutsch-Westungarn）としてオーストリアに割譲され、1921年ブルゲンラント州となった。
1971年からウンターフラウエンハイト、ラッケンドルフと共にグロースゲマインデを形成し、1990年から単独でマルクトゲマインデ（「市場町」）を形成する。